# Mercedes Lackey
Mercedes Lackey (24 giugno 1950) è una scrittrice statunitense. 
Le sue opere sono principalmente di genere fantasy, horror e di fantascienza.
Nel 2021, Lackey è stata premiata con il 38º Damon Knight Grand Master.

## Biografia
Ha esordito nella narrativa fantastica nel 1987 con il romanzo, tradotto anche in italiano per Editrice Nord e poi in economica per Sperling & Kupfer, Un araldo per Valdemar. Ha scritto oltre una quarantina di racconti, pubblicati su varie riviste e antologie, e oltre 140 romanzi, tanto da essere stata definita una delle "scrittrici di fantascienza e fantasy più prolifiche di tutti i tempi."
È nota anche per la sua collaborazione con Marion Zimmer Bradley relativa al ciclo di Darkover nel romanzo La riscoperta di Darkover.
Sono stati editi in italiano anche i primi tre titoli della sua serie più famosa, il Ciclo di Valdemar.

## Opere
Ciclo di Valdemar
- Un araldo per Valdemar, Editrice Nord, 1987 (Arrows of the Queen, 1987)
- Le frecce di Valdemar, Editrice Nord, 1987 (Arrow's Flight, 1987)
- Il destino di Valdemar, Editrice Nord, 1988 (Arrow's Fall, 1988)

- L'ultimo araldo-mago, Mondadori, 2025. Contiene i romanzi
  - La pedina della magia (Magic's Pawn, 1989)
  - La promessa della magia (Magic's Promise, 1990)
  - Il prezzo della magia (Magic's Price, 1991)

Ciclo di Darkover
- La riscoperta di Darkover, Editrice Nord, 1993 (con Marion Zimmer Bradley).